# 甲斐大和站
甲斐大和站（日语：／ Kai-Yamato eki */?）是東日本旅客鐵道（JR東日本）中央本線的鐵路車站，位於日本山梨縣甲州市大和町初鹿野。

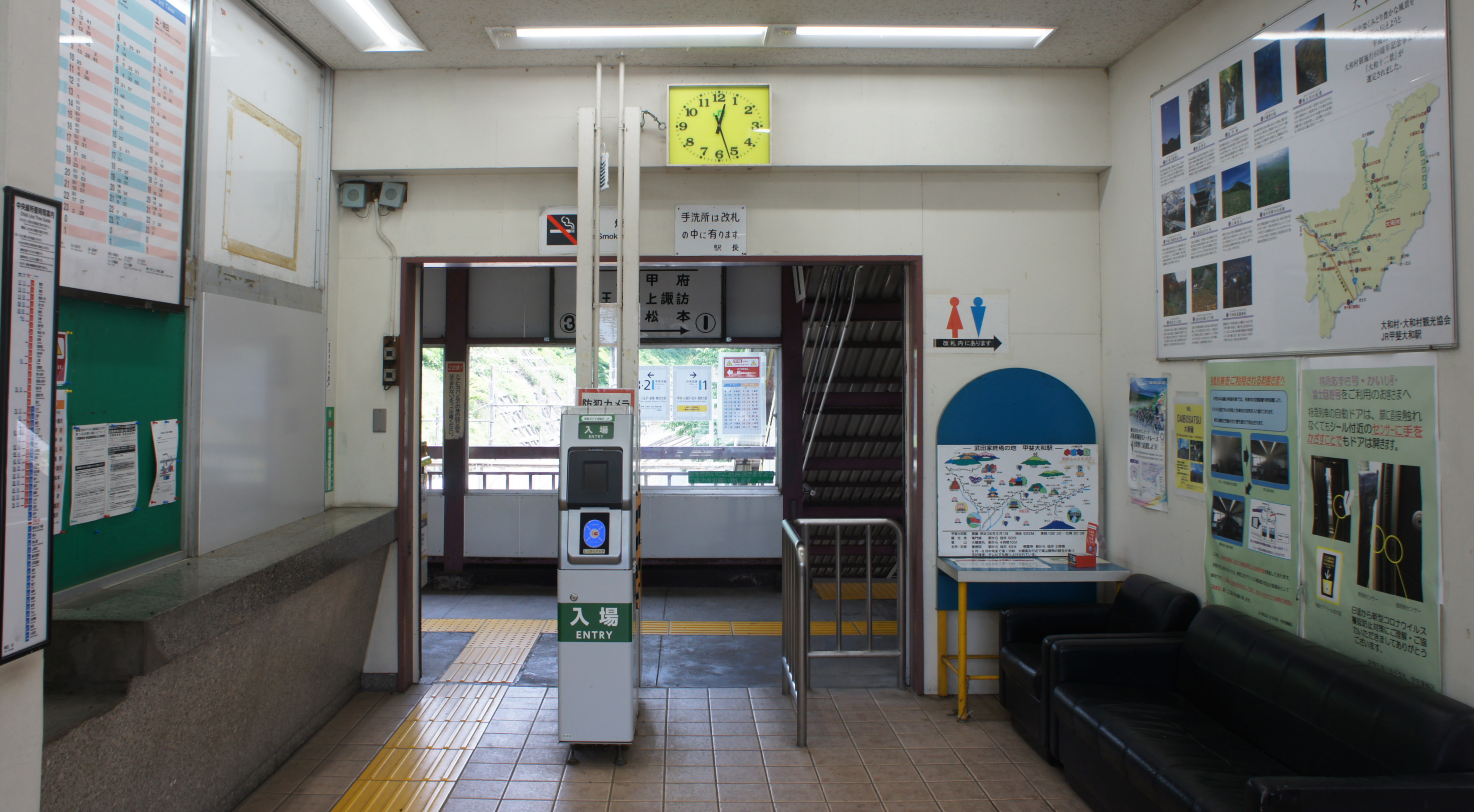
驗票口(2021年5月)

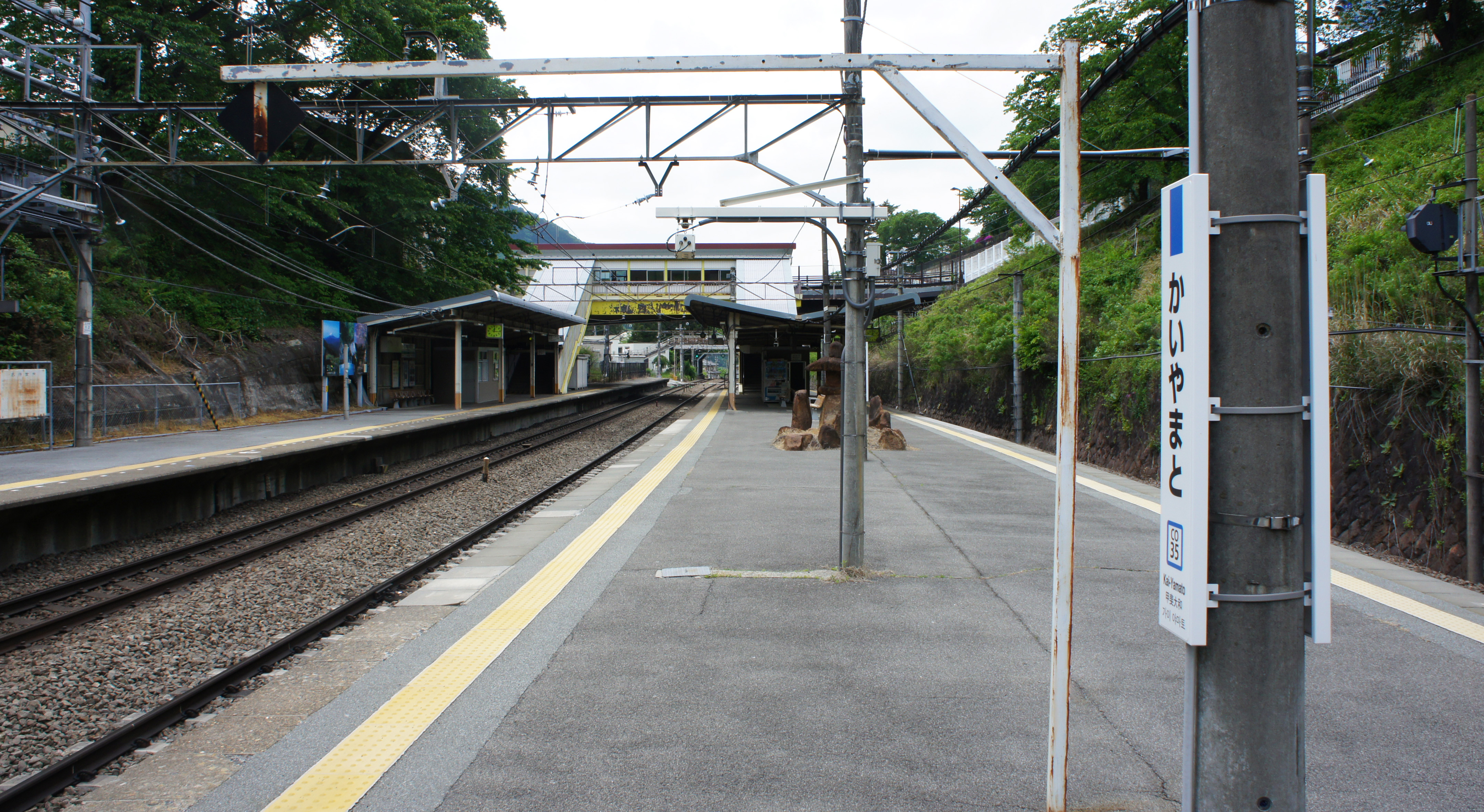
月台(2021年5月)

## 歷史
- 1903年（明治36年）2月1日日：以初鹿野站的名稱開業，為鐵道省的一個車站。
- 1949年（昭和24年）6月1日：成為日本國有鐵道的一個車站。
- 1966年（昭和41年）4月1日：貨運業務停止辦理。
- 1966年（昭和41年）11月：新站舍啟用。
- 1987年（昭和62年）4月1日：國鐵分割民營化，成為東日本旅客鐵道的一個車站。
- 1993年（平成5年）4月1日：改為現在名稱。
- 1998年（平成10年）：入選「關東車站百選」。
- 2004年（平成16年）10月16日：本站被编入東京近郊區間，可以使用Suica。
- 2015年（平成27年）4月1日：變為招呼站。

## 車站結構
本站為側式月台1面1線和島式月台1面2線的地面車站。

### 月台配置
| 月台 | 路線     | 方向 | 目的地                 | 備註     |
| ---- | -------- | ---- | ---------------------- | -------- |
| 1    | 中央本線 | 下行 | 甲府、上諏訪、松本方向 |          |
| 2    | 中央本線 | 下行 | 甲府、上諏訪、松本方向 | 待避列車 |
| 2    | 中央本線 | 上行 | 大月、八王子、新宿方向 | 待避列車 |
| 3    | 中央本線 | 上行 | 大月、八王子、新宿方向 |          |

（來源：JR東日本:車站構內圖 （页面存档备份，存于））

## 使用情況
根據JR東日本，2000年度（平成12年度）- 2013年度（平成25年度）1日平均上車人次推移如下表。
| 上車人次推移       | 上車人次推移     | 上車人次推移    |
| 年度               | 1日平均 上車人次 | 來源            |
| ------------------ | ---------------- | --------------- |
| 2000年（平成12年） | 181              | [ 利用客数 1 ]  |
| 2001年（平成13年） | 191              | [ 利用客数 2 ]  |
| 2002年（平成14年） | 191              | [ 利用客数 3 ]  |
| 2003年（平成15年） | 199              | [ 利用客数 4 ]  |
| 2004年（平成16年） | 192              | [ 利用客数 5 ]  |
| 2005年（平成17年） | 182              | [ 利用客数 6 ]  |
| 2006年（平成18年） | 190              | [ 利用客数 7 ]  |
| 2007年（平成19年） | 177              | [ 利用客数 8 ]  |
| 2008年（平成20年） | 163              | [ 利用客数 9 ]  |
| 2009年（平成21年） | 148              | [ 利用客数 10 ] |
| 2010年（平成22年） | 146              | [ 利用客数 11 ] |
| 2011年（平成23年） | 132              | [ 利用客数 12 ] |
| 2012年（平成24年） | 139              | [ 利用客数 13 ] |
| 2013年（平成25年） | 143              | [ 利用客数 14 ] |

## 车站周边
- 甲州市役所大和廳舍（舊・大和村役場）
- 大和郵政局
- 甲州市立大和中学
- 甲州市立大和小学
- 道之驛甲斐大和
- 国道20号（甲州街道）
- 武田勝賴銅像
- 景德院

## 相鄰車站
東日本旅客鐵道（JR東日本）
 中央本線
笹子（CO 34）－甲斐大和（CO 35）－勝沼葡萄鄉（CO 36）

### 使用情況
1. ↑  . 東日本旅客鉄道.   [2019-04-21]. （原始内容存档于2018-02-13）.
2. ↑  . 東日本旅客鉄道.   [2019-04-21]. （原始内容存档于2019-04-02）.
3. ↑  . 東日本旅客鉄道.   [2019-04-21]. （原始内容存档于2019-04-02）.
4. ↑  . 東日本旅客鉄道.   [2019-04-21]. （原始内容存档于2019-04-02）.
5. ↑  . 東日本旅客鉄道.   [2019-04-21]. （原始内容存档于2019-04-02）.
6. ↑  . 東日本旅客鉄道.   [2019-04-21]. （原始内容存档于2017-08-08）.
7. ↑  . 東日本旅客鉄道.   [2019-04-21]. （原始内容存档于2019-03-27）.
8. ↑  . 東日本旅客鉄道.   [2019-04-21]. （原始内容存档于2017-08-08）.
9. ↑  . 東日本旅客鉄道.   [2019-04-21]. （原始内容存档于2019-04-02）.
10. ↑  . 東日本旅客鉄道.   [2019-04-21]. （原始内容存档于2019-04-02）.
11. ↑  . 東日本旅客鉄道.   [2019-04-21]. （原始内容存档于2016-03-27）.
12. ↑  . 東日本旅客鉄道.   [2019-04-21]. （原始内容存档于2019-04-02）.
13. ↑  . 東日本旅客鉄道.   [2019-04-21]. （原始内容存档于2019-04-02）.
14. ↑  . 東日本旅客鉄道.   [2019-04-21]. （原始内容存档于2016-03-04）.

## 外部連結
- 車站資訊（甲斐大和）：東日本旅客鐵道
- 國土地理院地圖閲覽服務 （页面存档备份，存于） - 甲斐大和站周邊的1/25000地形圖 （页面存档备份，存于）